# Tachikawa Ki-70
Die Tachikawa Ki-70 „Clara“ war ein Hochgeschwindigkeits-Fotoaufklärungsflugzeug, das als Prototyp für die japanische Heeresluftwaffe während des Zweiten Weltkriegs getestet wurde, aber nie in Produktion ging. Die Ki-70 war der geplante Nachfolger der Mitsubishi Ki-46, war aber schwierig zu handhaben und langsamer als die Mitsubishi Ki-46. Die Ki-70 wurde 1943 zum ersten Mal geflogen, wurde aber als nicht zufriedenstellend befunden und das Programm wurde eingestellt. Es wurden insgesamt nur drei Flugzeuge gebaut.

## Aufbau
Unter Verwendung des bekannten Layouts von Flugzeugen wie dem Mitsubishi G3M-Bomber und ihrem geplanten Vorgänger, der Mitsubishi Ki-46, hatte die Ki-70 ein Zwillingsleitwerk und einen schmalen Rumpf, eine großflächig verglaste Nase und ein zweites, nach hinten gerichtetes Cockpit für den Bordschützen.

## Geschichte
In späteren Jahren wurde die Ki-70 verwendet, um angebliche fotografische Beweise für die angebliche Gefangennahme von Amelia Earhart durch die Japaner vor dem Zweiten Weltkrieg zu widerlegen.